# Microcaecilia
Microcaecilia là một chi động vật lưỡng cư trong họ Caeciliidae, thuộc bộ Gymnophiona. Chi này có 5 loài và không bị đe dọa tuyệt chủng.

## Các loài
Chi này gồm các loài:
- Microcaecilia albiceps (Boulenger, 1882)
- Microcaecilia grandis Wilkinson, Nussbaum & Hoogmoed, 2010
- Microcaecilia iyob Wilkinson & Kok, 2010
- Microcaecilia rabei (Roze & Solano, 1963)
- Microcaecilia rochai Maciel & Hoogmoed, 2011
- Microcaecilia supernumeraria Taylor, 1969
- Microcaecilia taylori Nussbaum & Hoogmoed, 1979
- Microcaecilia trombetas Maciel & Hoogmoed, 2011
- Microcaecilia unicolor (Duméril, 1863)

## Hình ảnh

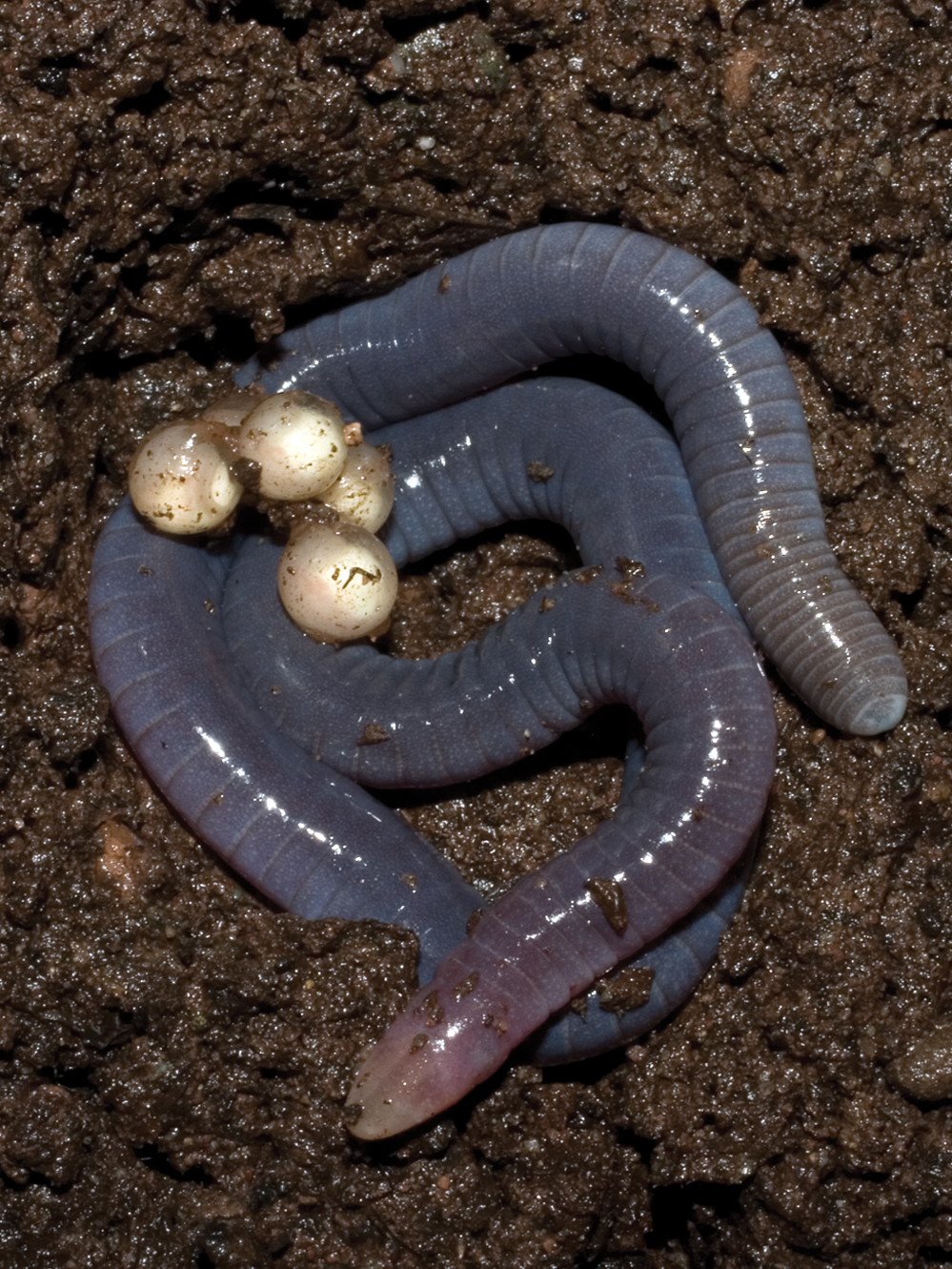